# Brasão de Pindamonhangaba

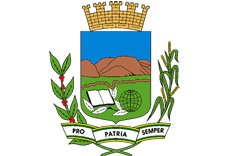
Brasão de armas

## O Brasão dePindamonhangaba
O Brasão de armas de Pindamonhangaba, município brasileiro do estado de São Paulo, foi criado por Athayde Marcondes e desenhado pelo engenheiro João Pedro Cardoso. O brasão é usado pelos Poderes Legislativo e Executivo do município desde 1922.
- Descrição heráldica

A inscrição, de acordo com seu autor, apresenta a seguinte forma:
Escudo moderno e coroa mural. No escudo vê-se a altaneira da Serra da Mantiqueira e a margem esquerda do rio Paraíba, regiões essas nas quais existem as lavouras de café, arroz, cujos ramos ornam o escudo, à direita e à esquerda, mostrando de onde proveio a grandeza da cidade venturosa, cujos filhos tem notabilizado em todos ramos de conhecimentos humanos (livre e esfera) para cobri-la de louros".
- Interpretação

A inscrição descreve a luta laboriosa do povo da região para engrandencer o município, e ocupar os espaços vagos com produtos agrícolas em especial o café e o arroz.
Em baixo do escudo há um pedaço de fita verde e amarelo (que representam as cores da Bandeira do Brasil) na qual lê-se: Pro Patria Semper - Pela Pátria Sempre, para mostrar o patriotismo.

## Erro de confecção
O brasão de Pindamonhangaba possui um erro na coroa-mural. A coroa-mural reservada às cidades deve possuir cinco torres, e não apenas três, como se utiliza no brasão de Pindamonhangaba.
Outro erro é a cor da coroa-mural, que deveria ser prateada, e não dourada, cor que se reserva somente ao brasão das capitais.